# 新庄坪遗址
新庄坪遗址，位于中国甘肃省积石山县银川乡新庄坪村，为一处齐家文化遗址，发现于1929年，面积约30万平方米，历史年代为新石器时代至青铜时代。1976年，列为县级文物保护单位。1993年3月，列入甘肃省文物保护单位。2013年，列入全国重点文物保护单位。